# Set turons de Roma
Els set turons de Roma (en llatí: Septimontium) són una sèrie de pujols que històricament han format el cor de la ciutat de Roma. Situats a l'est del riu Tíber, aquest conjunt geogràfic ha protagonitzat molts passatges literaris i són una referència reiterada en la cultura popular.
Els set turons de la Roma antiga eren, en el sentit de les agulles del rellotge, el Palatí (Mons Palatinus), el Capitoli (Mons Capitolinus), el Quirinal (Collis Quirinalis), el Viminal (Collis Viminalis), l'Esquilí (Mons Esquilinus), el Celi (Mons Caelius) i l'Aventí (Mons Aventinus). Figuren de forma prominent en la mitologia, la religió i la política romanes. Segons la llegenda, la ciutat va ser fundada per Ròmul i Rem sobre el Palatí, i més tard va ocupar la vall entre el Palatí i el Capitoli, on es va construir el Fòrum Romà i després els Fòrums Imperials; la ciutat de Roma, doncs, va néixer de l'agrupació dels assentaments dels set turons. El turó Capitoli era la seu de la religió romana. Entorn dels set turons se celebrava la festivitat del Septimontium, el mes de desembre.

## Altres turons
Al Trastevere s'hi troben els turons Vaticà (Collis Vaticanus) i Janícul (Ianiculum), que no es compten entre els set turons tradicionals. També hi ha el Pincio (Mons Pincius), situat al nord, i el Vèlia (Mons Velia), a la zona del Fòrum Romà i els Fòrums Imperials. L'Oppius i el Fagutalis eren contraforts de l'Esquilí, i el Cispius del Viminal. El Monte Mario, situat al nord del centre, és el més alt de la ciutat.